# 왕간
왕간(王艮, 1483년~1541년)은 중국 명나라의 양명학 좌파의 사상가이다. 자는 여지(汝止), 호는 심제(心齋)이다. 태주(泰州) 안풍장(安豊場) 출신이며, 태주학파(泰州學派)의 지도자이다.
소년 시절에 집이 가난하여 학업을 마칠 수가 없었으나 25세 때 공자묘(孔子廟)에 참예(參詣) 후로는 《효경》, 《논어》, 《대학》 등을 열심히 읽었다. 38세 때 처음으로 왕양명이 강서 지방에서 양지(良知)의 학(學)을 강론한다는 말을 듣고서 찾아가 그 학문에 크게 감복하여 그 후 제자의 예절을 취하였다. 양명의 사후에 그는 문호를 개방하여 일반 서민을 강학하였다. 그리하여 그가 있는 곳에는 소농·도장·어부·염정·초부(樵夫) 계층의 사람들까지 몰려와서 그 학문을 경청하였다. 그는 실천을 중시하여 학문의 목적은 성인이 되는 것이라고 규정하였다. 양명학 좌파의 왕용계가, 양지는 사람의 마음에 그대로 현성(現成)하고 있다고 말하였는데, 그도 또한 양지는 자연의 천측(天則)이어서 인력으로 안배할 것이 아니라고 하였다. 또 학문은 반드시 먼저 자기 자신으로부터 시작해야 할 것을 설명하였다. 자기를 바르게 하고 그 다음에 물(物)이 바르게 되고 자기 자신이 바르게 된 후에 비로소 천하가 거기에 귀일한다고 하며 특색있는 〈격물설〉(格物說)을 전개하였다.

## 같이 보기
- 양명학
- 왕수인
- 이지 (1527년)